# Eugene (Oregon)
Pour les articles homonymes, voir Eugene.
Eugene (en anglais [juːˈdʒiːn]) est la deuxième plus grande ville de l'État de l'Oregon, aux États-Unis. Sa population s’élevait à 156 185 habitants lors du recensement de 2010, estimée à 171 245 habitants en 2018.
Aussi connue sous le nom d'Emerald City (la cité émeraude), Eugene est célèbre pour la beauté de sa nature, son accent sur les arts, ses possibilités de loisirs (le cyclisme, la course, le rafting, le kayak, etc.) ainsi que pour être la ville d'origine de la société Nike.

## Histoire
Eugene tire son nom de son fondateur, Eugene Skinner. C'est en effet en 1846 que Skinner construit la première maison dans la région. Elle était utilisée comme relais postal et le 8 janvier 1850, elle fut enregistrée comme bureau de poste officiel. À cette époque, on nommait cet endroit Skinner's Mudhole.

## Géographie
Eugene est située à 160 km au sud de Portland et est traversée par la rivière Willamette. Son climat est de type océanique.

## Transports
La ville possède un aéroport et est desservie en train avec la ligne Cascades d'Amtrak.

## Démographie
Avec 156 185 habitants (au recensement de 2010), elle est la deuxième ville la plus peuplée de l'État après Portland. Elle a longtemps occupé cette position, mais a été dépassée brièvement par Salem, la capitale de l'État, au cours de la période 2005-2007.
| Groupe            | Eugene | Oregon | États-Unis |
| ----------------- | ------ | ------ | ---------- |
| Blancs            | 85,8   | 83,7   | 72,4       |
| Métis             | 4,7    | 3,8    | 2,9        |
| Asiatiques        | 4,0    | 3,7    | 4,8        |
| Autres            | 2,9    | 5,3    | 6,2        |
| Afro-Américains   | 1,4    | 1,8    | 12,6       |
| Amérindiens       | 1,0    | 1,4    | 0,9        |
| Océaniens         | 0,2    | 0,4    | 0,2        |
| Total             | 100    | 100    | 100        |
|                   |        |        |            |
| Latino-Américains | 7,8    | 11,8   | 17,37      |

Selon l'American Community Survey, pour la période 2011-2015, 88,38 % de la population âgée de plus de 5 ans déclare parler anglais à la maison, alors que 4,04 % déclare parler l'espagnol, 1,49 % une langue chinoise, 0,56 % l'arabe et 5,52 % une autre langue.

## Éducation
Eugene est le siège de l'université de l'Oregon.

## Photos

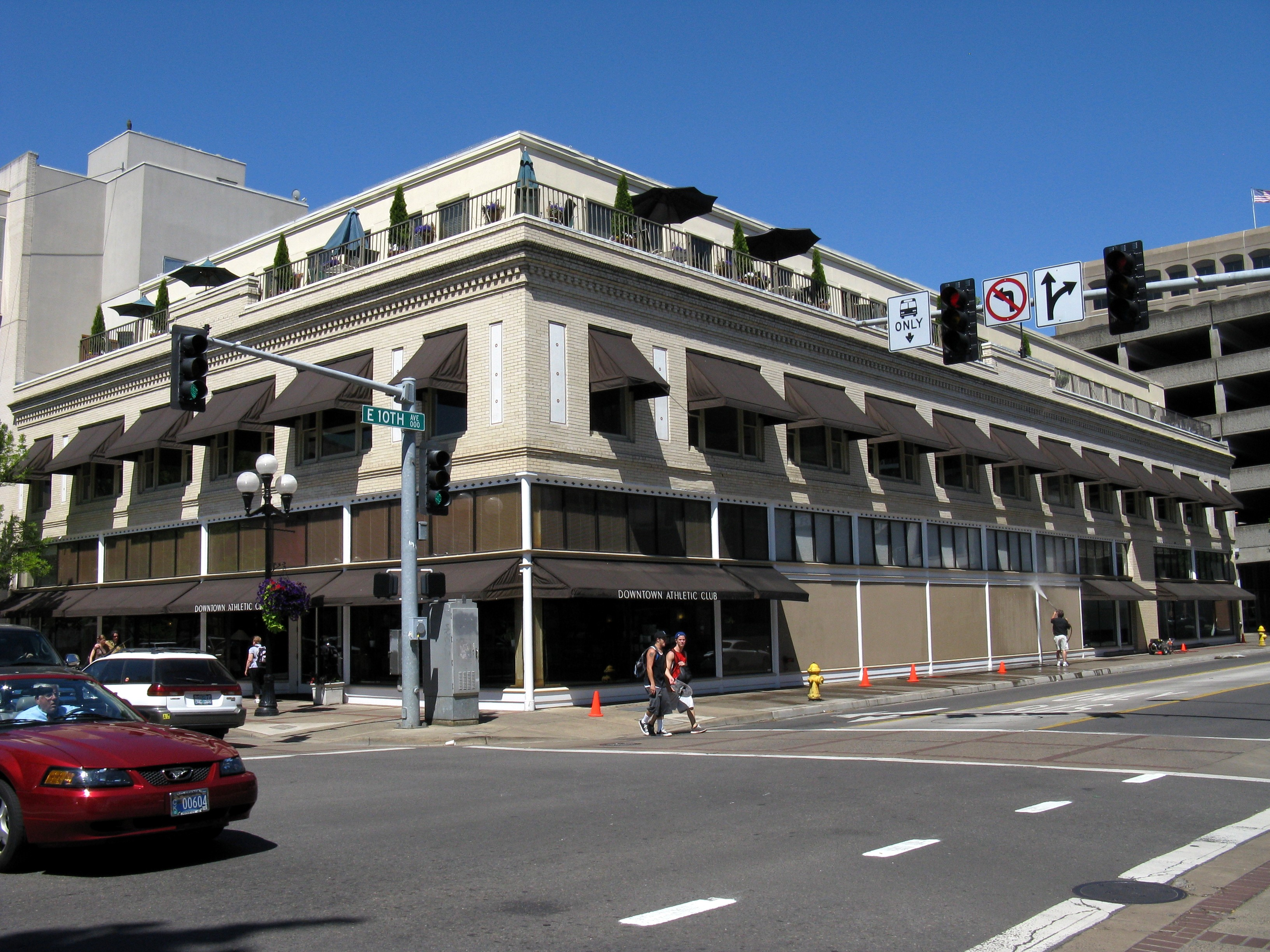
L'Ax Billy Department Store, ancien grand magasin en centre-ville.
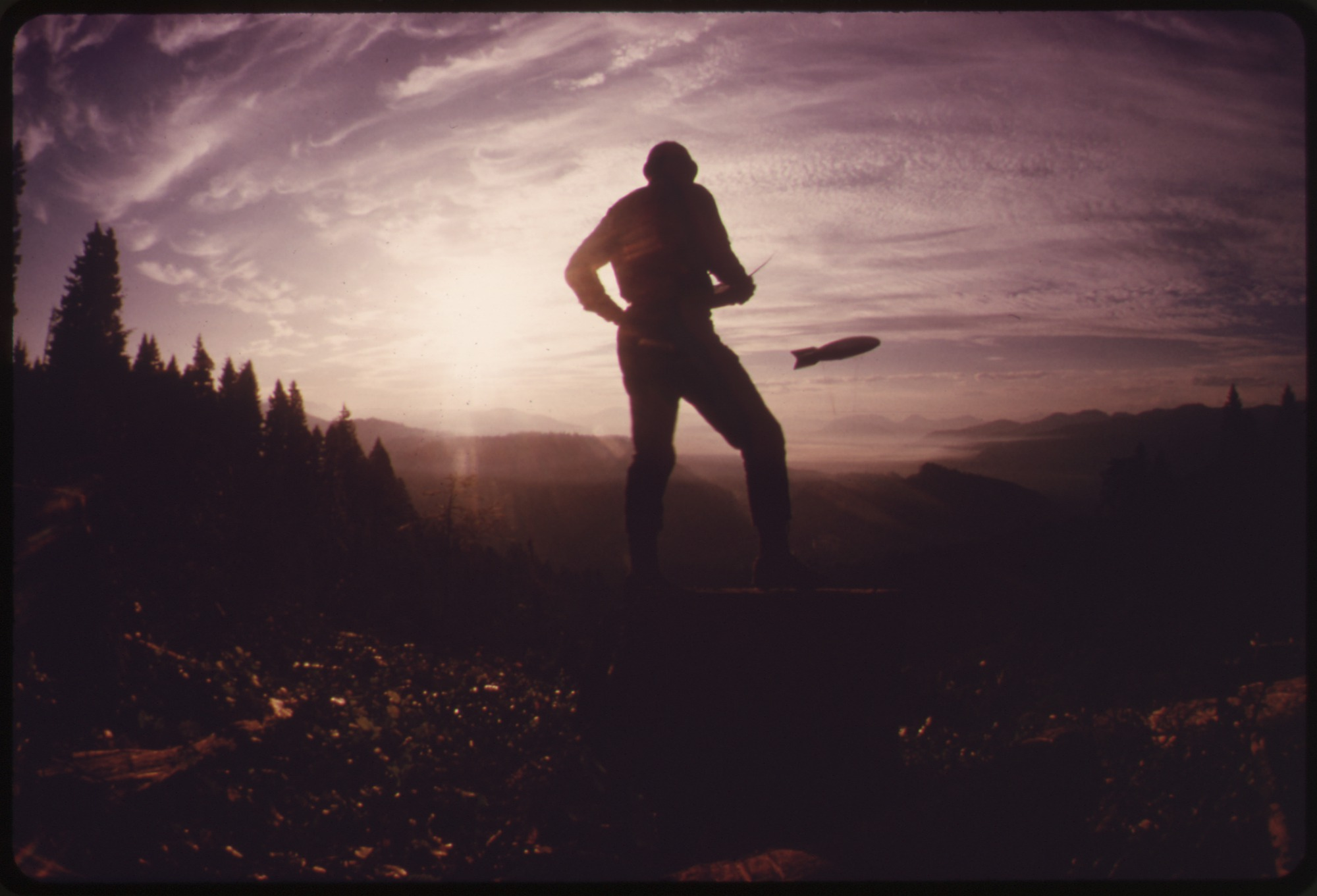
Test de débardage par ballon dirigeable près d'Eugene, en 1966. Source : NARA.

## Sports
- Ducks de l'Oregon
- La Prefontaine Classic est une compétition d'athlétisme disputée depuis 1975 à Eugene.
- Championnats du monde d'athlétisme 2022 au stade Hayward Field
- Ridgeline Trail

## Personnalités liées à la ville
- YOB, groupe de doom metal originaire d'Eugene créé en 1996.

## Jumelages
Eugene est jumelée avec les villes suivantes :
- Irkoutsk (Russie) ;
- Jinju (Corée du Sud) ;
- Katmandou (Népal) ;
- Kakegawa (Japon).